# ابن ابی‌صقر واسطی
محمد بن علی واسطی با کنیهٔ ابوالحسن شهرت‌یافته به ابن ابی‌صَقرِ واسطی، ( ۲۲ مارس ۱۰۱۹ - ۳۱ ژانویه ۱۱۰۵م) (نسب کامل:محمد بن علی بن حسن بن عمر) نویسنده و شاعر عربی عراقی در سدهٔ پنجم هجری بود که به‌ویژه برای قصاید الشّافعیّه در مدح شافعی شناخته می‌شود.